# Wataru Ikenaga
Wataru Ikenaga (池永 航 Ikenaga Wataru?, nacido el 30 de noviembre de 1991 en Hyogo) es un exfutbolista japonés. Jugaba de defensa y su último club fue el FC Osaka de Japón.

## Trayectoria

### Clubes
| Club                | País  | Año         |
| ------------------- | ----- | ----------- |
| Renofa Yamaguchi FC | Japón | 2014 - 2015 |
| MIO Biwako Shiga    | Japón | 2016        |
| FC Osaka            | Japón | 2017 -      |

## Estadística de carrera

### J. League
| Club                | Año   | J. League | J. League | Copa J. League | Copa J. League | Total | Total |
| Club                | Año   | Part.     | Goles     | Part.          | Goles          | Part. | Goles |
| ------------------- | ----- | --------- | --------- | -------------- | -------------- | ----- | ----- |
| Renofa Yamaguchi FC | 2015  | 16        | 0         | -              | -              | 16    | 0     |
| Total               | Total | 16        | 0         | 0              | 0              | 16    | 0     |

## Palmarés

### Títulos nacionales
| Título    | Club                | País  | Año  |
| --------- | ------------------- | ----- | ---- |
| J3 League | Renofa Yamaguchi FC | Japón | 2015 |